# Arabischer Kooperationsrat

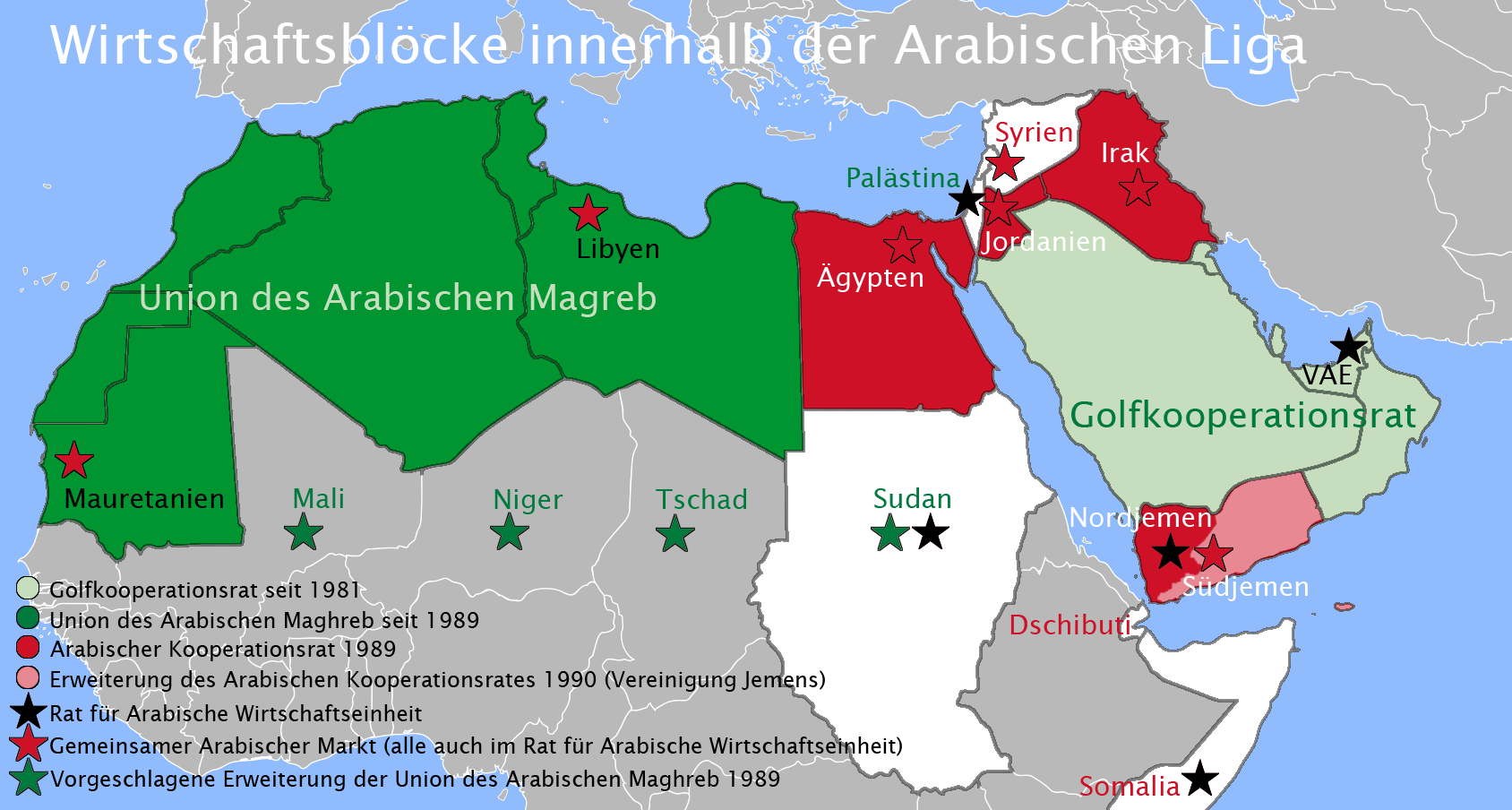
Arabischer Kooperationsrat 1989/90 (rot) zwischen Golfkooperationsrat (hellgrün) und Union des Arabischen Maghreb (dunkelgrün)

Der Arabische Kooperationsrat (arabisch مجلس التعاون العربي, DMG Maǧlis at-Taʿāwun al-ʿArabī, englisch Arab Cooperation Council, ACC) war ein Wirtschaftsbündnis zwischen Irak, Ägypten, Jordanien und Jemen. Das Bündnis bestand effektiv vom Frühjahr 1989 bis zum Spätsommer 1990.

## Vorgeschichte
Erste Bemühungen um ein gemeinsames Wirtschaftsgebiet innerhalb der Arabischen Liga hatte es 1964 gegeben. Dem von der Liga geschaffenen Rat für Arabische Wirtschaftseinheit traten bis 1977 zehn Mitgliedstaaten bei (später zwölf), einen daraus entstehenden Gemeinsamen Arabischen Markt bildeten aber zunächst nur Irak, Ägypten, Jordanien und Syrien. Mit dem syrisch-irakischen Bruch und dem Ausschluss Ägyptens aus der Arabischen Liga (Suspendierung der Mitgliedschaft) war der Gemeinsame Arabische Markt spätestens 1979 gescheitert. Stattdessen schotteten sich die Golfmonarchien ab 1981 in ihrem eigenen Wirtschaftsblock, dem Golfkooperationsrat (GCC), ab. Obwohl sich diese Blockbildung innerhalb der Arabischen Liga mit der Gründung des Arabischen Kooperationsrats am 16. Februar 1989 und der Union des Arabischen Maghreb (UAM) am 17. Februar 1989 fortsetzte, äußerte der Irak die Zuversicht, der Arabische Kooperationsrat werde dem arabischen Einheitsstreben neuen Anschub geben.

## Arabischer Rat für wirtschaftliche Zusammenarbeit
Die Zusammenarbeit Iraks mit Ägypten, Jordanien, Nordjemen, aber auch mit dem Sudan war bereits zu diesem Zeitpunkt teilweise stark entwickelt. Ägypten hatte Irak während des Krieges gegen den Iran mit Munition beliefert, von 2,5 Mio. ägyptischen Gastarbeitern im Irak hatten Zehn- bzw. Hunderttausende zusammen mit 15.000 ägyptischen Offizieren in der irakischen Armee gedient (allein 15.000 Ägypter gerieten bis 1988 in iranische Gefangenschaft). Auch 10.000 Sudanesen, 3.000 Jemeniten und 3.000 Jordanier hatten auf irakischer Seite gekämpft.
Bereits am 7. Juli 1988, noch während des Krieges, tagte in Bagdad der „Oberste Ausschuss“ Ägyptens und Iraks zum ersten Mal. Zur Koordinierung ihrer Außenpolitik, der Intensivierung ihrer wirtschaftlichen Zusammenarbeit und die Gleichstellung der Staatsbürger im jeweils anderen Land unterzeichneten die Regierungschefs beider Staaten acht Kooperationsabkommen. Am 22. Oktober 1988 besuchte Ägyptens Präsident Husni Mubarak den jordanischen König Hussein I. in Akaba, und am folgenden Tag reisten beide nach Bagdad weiter. Beim Gegenbesuch Saddam Husseins in Kairo am 28. November 1988 – dem ersten Besuch eines irakischen Staatschefs seit jenem Arifs im Jahre 1964 – konstatierten beide Seiten völlige Übereinstimmung in gesamtarabischen Fragen. Bei der zweiten Tagung des Obersten Ausschusses am 8. Januar 1989 wurden in Kairo weitere Kooperationsabkommen für Landwirtschaft, Industrie, Energie, Forschung, Sozialversicherung und Gastarbeiter unterzeichnet. Mit dem Nordjemen vereinbarte Irak am 18. Januar 1989 eine gemeinsame Kommission für wirtschaftliche und technische Zusammenarbeit.
Am 16. Februar 1989 unterzeichneten Saddam Hussein, Husni Mubarak, Hussein I. und Ali Abdullah Salih die Gründungsakte eines Arabischen Rates für wirtschaftliche Zusammenarbeit (englisch Arab Economic Cooperation Council, AECC), der im Mai 1989 in Arabischer Kooperationsrat umbenannt wurde.

### Ziel und Zweck
Erklärtes Ziel des Arabischen Kooperationsrates sollte die Einheit, Solidarität und Stärkung der arabischen Nation sein. Auf der Gründungskonferenz in Bagdad vereinbarten die Staatschefs der vier arabischen Staaten, den Abbau von Zollschranken voranzutreiben, um den freien Verkehr von Gütern, Kapital und Dienstleistungen zwischen den Mitgliedsstaaten zu erreichen. Die Einfuhrregelungen für Importe aus Nicht-Mitgliedsländern sollten vereinheitlicht werden. Fernziel war ein gemeinsamer arabischer Binnenmarkt nach dem Vorbild der EG. Die Mitgliedstaaten verpflichteten sich zudem zur friedlichen Beilegung von Meinungsverschiedenheiten zwischen den Mitgliedern und zur Nichteinmischung in innere Angelegenheiten der Mitgliedstaaten.
Neben den erklärten offiziellen Zielen verfolgte jedes der vier Mitgliedsländer eigene Ziele. Das vor allem auf irakische Initiative gegründete Bündnis sollte den Irak aus der finanziellen Abhängigkeit vom Golfkooperationsrat lösen, in die Irak während des Krieges gegen den Iran geraten war. Hauptzweck war daher der Ausbau der irakisch-ägyptischen Beziehungen. Irak betrieb die Wiederaufnahme Ägyptens in die Arabische Liga, und Ägypten warb für einen gesamtarabischen Schulterschluss der Liga zugunsten Iraks gegenüber Iran.
Die schwächeren Mitglieder Jordanien und Jemen sollten ihrerseits in wirtschaftliche Abhängigkeit bzw. unter die wirtschaftliche Kontrolle Iraks gebracht werden. Zum anderen sollte das Bündnis Irak aber auch helfen, den Rivalen Syrien wirtschaftlich und politisch zu isolieren.

### Weitere Beitrittskandidaten
Obwohl das Viererbündnis erklärtermaßen die Mitgliedschaft weiterer arabischer Staaten anstrebte – zumindest jener, die (noch) nicht Mitglied des GCC oder der UAM waren (z. B. Sudan oder Libanon), so war gegen eine an sich naheliegende Aufnahme Syriens ein irakisches Veto zu erwarten, so lange Syrien sich nicht aus dem Libanon zurückzöge. Sudan war derweil im Mai 1989 von Libyen in die UAM eingeladen worden. Tatsächlich bewarben sich Somalia und Dschibuti um die ACC-Mitgliedschaft, wurden jedoch gebeten, sich bis zu einer zweiten Aufnahmewelle zu gedulden, sobald die erste Konsolidierungsphase des Kooperationsrates abgeschlossen sei.

### Organe
Zur Erreichung der Ziele wurden vier Organe geschaffen: ein Oberster Rat der Staats- und Regierungschefs, ein Ministerausschuss der Fachminister, ein Luftfahrtrat und ein Generalsekretariat. Sitz des Rates war die jordanische Hauptstadt Amman.

## Entwicklung und Scheitern

ACC-Gipfel in Sanaa im September 1989

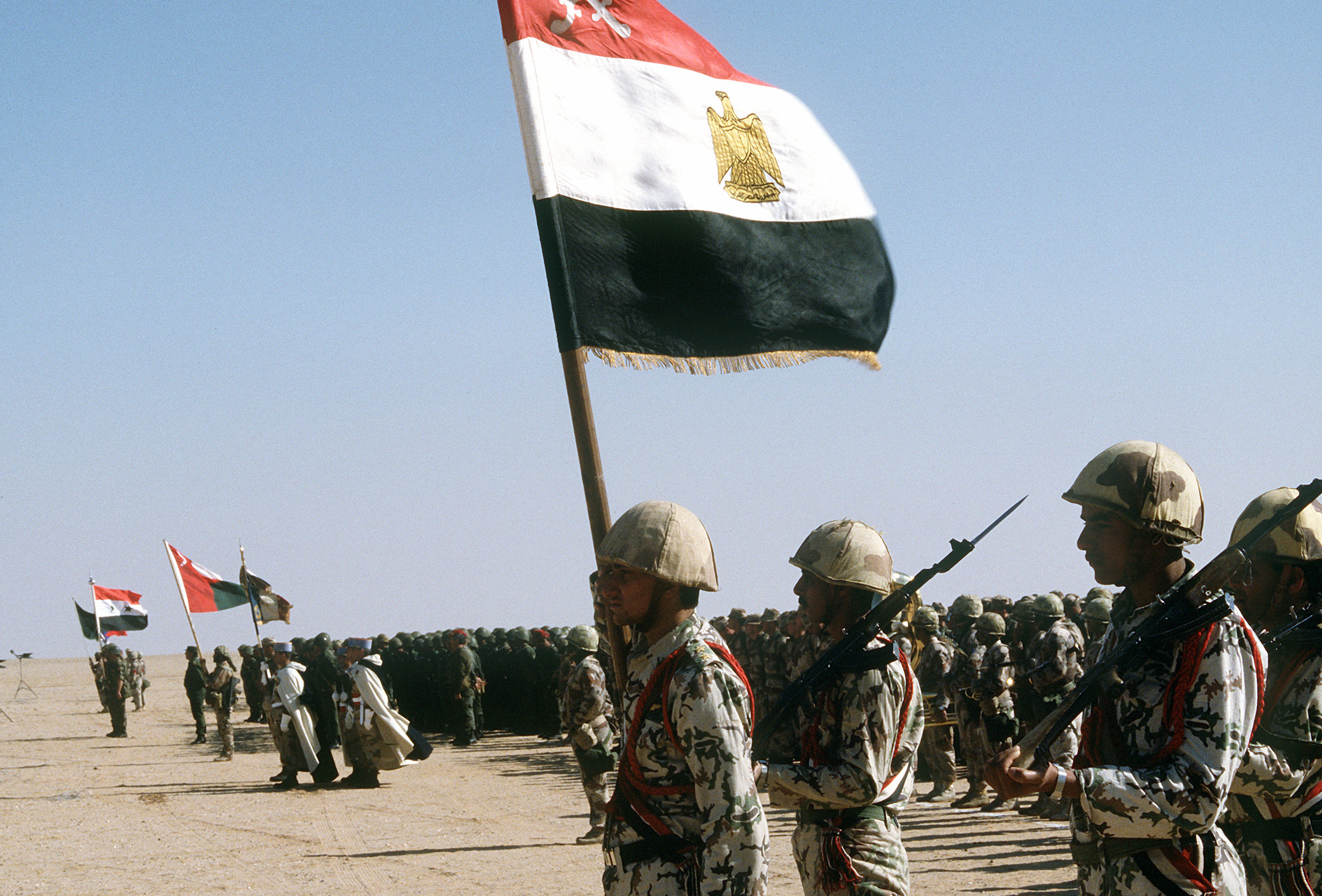
Der Anfang vom Ende des ACC: Im Krieg um Kuwait stellte sich Ägypten 1990 (zusammen mit Syrien) gegen den Irak

Der beim ersten Gipfel im Februar 1989 in Bagdad geschaffene Oberste Rat kam mit einmonatiger Verspätung im Juni in Alexandria erneut zu seiner zweiten Tagung zusammen, um den Ägypter Helmi Mahmud Namar zum Generalsekretär des Wirtschaftsbündnisses zu wählen. Beim dritten Mal tagte er im September 1989 in der jemenitischen Hauptstadt Sanaa, beim vierten Mal zum Jahrestag im Februar 1990 in Amman. Bei diesen Treffen wurden verschiedene Kooperationsabkommen in den Bereichen Handel, Flugverkehr, Strafverfolgung und über Gastarbeiter geschlossen. Die vereinbarte Zusammenarbeit in Wissenschaft und Technologie, bei der Bekämpfung des Drogenhandels und bei Investitionen in die Erdölindustrie kamen jedoch über Abkommensentwürfe nicht hinaus. Stattdessen wurden zum Jahrestag 1990 in Irak, Ägypten und Jordanien identische Gedenkbriefmarken herausgebracht.
Auch außenpolitisch verständigten sich die Mitglieder zwar auf gemeinsame Forderungen wie das Selbstbestimmungsrecht der Palästinenser und die Ablehnung weiterer Siedlungen für sowjetische Juden im Westjordanland, den Abzug aller ausländischen Truppen aus dem Libanon (also sowohl der Israelis als auch der Syrer) sowie auf die Unterstützung für eine gerechte Friedenslösung zwischen Irak und Iran. Statt jedoch im Libanon die irakfreundliche Militärregierung Aoun gegen die von Syrien eingesetzte Gegenregierung Hoss zu unterstützen, bekundete Jordanien im libanesischen Bürgerkrieg Solidarität für die Regierung Hoss. Ägypten hatte noch 1988 mit dem Irak Aoun favorisiert, nahm dann aber allmählich eine eher neutrale Position und normalisierte im Juni 1989 seine Beziehungen zur Regierung Hoss. Auf ägyptisches Drängen und unter der Bedingung, dass Syrien dasselbe täte, stellte Irak im Juli 1989 die Waffenlieferungen in den Libanon ein, nahm sie im Oktober 1989 jedoch wieder auf. Auch die sich verschlechternde Behandlung der ägyptischen Gastarbeiter im Irak (1.000 ungeklärte Todesfälle), die zunehmend durch entlassene irakische Soldaten verdrängt wurden, führte zu Verstimmungen im irakisch-ägyptischen Verhältnis. Im Dezember 1989 verkündete Irak die Absicht, bis zu 1,3 Mio. Ägypter zur Ausreise zu bewegen, doch im Mai 1990 gab es noch immer 2 Mio. ägyptische Gastarbeiter im Irak.
Im Mai 1990 erfuhr der Arabische Kooperationsrat zwar noch eine Erweiterung durch die Vereinigung Nordjemens und Südjemens, zur endgültigen Spaltung kam es jedoch infolge der irakischen Besetzung Kuwaits im August 1990. Während Jordanien und Jemen Verständnis für das irakische Vorgehen zeigten, schlossen sich Ägypten und Syrien der antiirakischen Allianz an und beteiligten sich sowohl am Wirtschaftsembargo als auch im Januar 1991 am Krieg gegen den Irak. Als Resultat der umfassenden Kriegszerstörungen und des auch nach 1991 anhaltenden Wirtschaftsembargos war auch die Wirtschaftskraft Iraks zerstört. Um der Isolation zu entkommen, in die Jemen durch die Parteinahme zugunsten des Iraks gekommen war, regte Präsident Salih 1992 eine Wiederbelebung der Kooperation mit Ägypten und Jordanien an, ohne den Irak, stieß aber bei Mubarak zunächst auf Ablehnung. Jordanien bezog zwar weiterhin Öl aus dem Irak, und noch 1994 verhinderten irakische Truppen im Jemen eine von Saudi-Arabien unterstützte Wiederabspaltung Südjemens. Im selben Jahr (1994) jedoch kündigte Ägypten schließlich auch formal seine Mitgliedschaft im Arabischen Kooperationsrat auf, und unter ägyptisch-syrischer Vermittlung söhnte sich Jemen 1995 mit Saudi-Arabien und den USA aus.